# Сатанинская месса
«Сатанинская месса» — первая публично выпущенная аудиозапись одного из сатанинских ритуалов, проводимого Антоном Шандором Лавеем. Запись была сделана 13 сентября 1967 года в штаб-квартире Церкви Сатаны, больше известной как «Чёрный дом». Альбом был изначально выпущен в формате виниловой пластинки в 1968 году на Murgenstrumm, собственном лейбле Лавея. 21 июня 1995 года альбом был переиздан компанией Amarillo Records. Первая часть альбома содержит аудиозапись крещения Зины Лавей, дочери Антона Лавея, а во вторую часть входят отрывки Сатанинской библии, прочитанные Лавеем под музыку Людвига ван Бетховена, Рихарда Вагнера и Джона Филипа Сузы.

## Трек-лист
| Заголовок                                                | Длительность |
| -------------------------------------------------------- | ------------ |
| «Сатанинская месса»                                      | 19:48        |
| «Пролог»                                                 | 2:45         |
| «Книга Сатаны, стих I»                                   | 2:47         |
| «Куплет II»                                              | 3:27         |
| «Куплет III»                                             | 2:56         |
| «Стих IV»                                                | 1:47         |
| «Куплет V»                                               | 2:54         |
| «Гимн Сатанинской империи, или Боевой гимн Апокалипсиса» | 13:20        |